# Salomé (cantant)
Maria Rosa Marco i Poquet, més coneguda pel nom artístic de Salomé   (Barcelona, 21 de juny de 1939), és una cantant catalana.

## Biografia
Era veïna del barri del Clot. Abans de dedicar-se al cant, Salomé treballà a l'Olivetti de Barcelona, estudià belles arts i ballet clàssic a l'escola de Joan Magriñà, anà a París i formà part del ballet del Marquès de Cuevas en 1959-1961.
Va començar la seva carrera a Ràdio Barcelona. Fins al 1963 va enregistrar més de quaranta cançons per a les cases discogràfiques Iberofón i Zafiro.
El 22 de setembre de 1963 va guanyar, juntament amb Raimon, el Primer Premi del V Festival de la Cançó Mediterrània, amb la cançó Se'n va anar.
El 1969 va representar l'Estat espanyol al Festival d'Eurovisió i hi va compartir el primer premi amb la cançó Vivo cantando, composta per María José Cerato, amb lletra d'Aniano Alcalde, que també es va enregistrar en català (amb el títol Canto i vull viure), basc, francès, italià, anglès, alemany i serbocroat.
Entre els seus temes més coneguts en català hi ha Se'n va anar, L'arbre, Com el vent o L'emigrant.
En els últims anys ha estat col·laboradora habitual en programes de Canal 9, com ara Matí, matí.

## Discografia
Singles seleccionats:
- 1967-1977
  - Se'n va anar / Si vols
  - Espérame / Recuérdame / Puedo morir mañana / Cuando estoy contigo
  - Puedo morir mañana / Esperaré
  - La santa espina / Tot dansant
  - Vivo Cantando / Amigos, amigos
  - Una música / Tens la nit
  - Dónde están / Déjame volver
  - Com el vent / Les teves mans
  - El jinete / ¿Sabes que tengo ganas?

Recopilacions seleccionades:
- Salomé 1962-1963 2 CD